# Александер, Эрик (саксофонист)
Э́рик Алекса́ндер (англ. Eric Alexander; род. 4 августа 1968, Гейлсберг, Иллинойс, США) — американский джазовый тенор-саксофонист, представитель современного хард-бопа. На стиль игры Эрика Александера сильно повлияло творчество таких музыкантов, как Джон Колтрейн, Декстер Гордон, Джордж Коулмен, а также Сонни Ститт. По словам самого Александера, он «старается собрать хороших музыкантов, с которыми ему удобно играть и выдавать качественный материал — смесь оригинального и классического джаза, а также собственные авторские аранжировки привычных мелодий; задача состоит в том, чтобы создать такую музыку, которая понравилась бы и любителю джаза, и музыканту от начала до конца».

## Биография
Эрик Александер родился в 1968 году в городе Гейлсберг, Иллинойс. Впервые занялся музыкой в шесть лет, играя на фортепиано. В девять лет он начал играть на кларнете в школьном оркестре, а в 12 стал брать уроки игры на альт-саксофоне. Окончив школу, в 1986 году Эрик поступил в Индианском университете в Блумингтоне, чтобы изучать классическую музыку. Однако позднее, услышав записи Тома Скотта, Майкла Брекера и Дэвида Санборна, он заинтересовался джазом и перевёлся в колледж Уильям Патерсона в Нью-Джерси, где учителями Александера были Джо Ловано, Харольд Мэйберн, Стив Турре и Руфус Рид. Вскоре перешёл на теноровый саксофон. После окончания учёбы, Эрик уехал в Чикаго и начал сотрудничать с вокалистом Чарльзом Ирлендом.
В 1991 году Александер занял второе место на конкурсе имени Телониуса Монка (где его соперниками были Джошуа Редман и Крис Поттер) и стал востребованным клубным и студийным музыкантом. Годом позже вышли его дебютные студийные альбомы New York Calling и Straight Up. Тогда же начал сотрудничать с Кенни Барроном, Седаром Уолтоном, Фредди Хаббардом, Сесилом Пэйном и многими другими. В скором времени Александер собрал джазовый секстет One For All, в который входили также Джим Ротонди, Стив Дэвис, Джо Фарнсворт, Питер Вашингтон и Дэвид Хезелтайн. В общей сложности ансамбль выпустил 13 альбомов, последний из которых Return of the Lineup датируется 2009 годом.

## Дискография
- New York Calling (Criss Cross, 1992)
- Straight Up (Delmark, 1992)
- Up, Over & Out (Delmark, 1993)
- Full Range (Criss Cross, 1994)
- Eric Alexander in Europe (Criss Cross, 1995)
- Stablemates (Delmark, 1995)
- Two of a Kind (Criss Cross, 1996)
- Heavy Hitters (Pony Canyon Records, 1997)
- Mode for Mabes (Delmark, 1998)
- Extra Innings (Delmark, 1998)
- Solid! (Milestone Records, 1998)
- Man with a Horn (Milestone Records, 1999)
- Alexander the Great (Highnote Records, 1999)
- Live at the Keynote (Video Arts, 1999)
- The First Milestone (Milestone Records, 2000)
- The Second Milestone (Milestone Records, 2001)
- Summit Meeting (Milestone Records, 2002)
- Nightlife in Tokyo (Fantasy, 2003)
- Gentle Ballads (Venus, 2004)
- Dead Center (Highnote Records, 2004)
- Sunday in New York (Tokuma Records, 2005)
- Gentle Ballads II (Tokuma Records, 2006)
- It’s All in the Game (Highnote Records, 2006)
- Gentle Ballads III (Tokuma Records, 2007)
- Temple of Olympic Zeus (Highnote Records, 2007)
- Prime Time (Highnote Records, 2008)
- My Favorite Things (Tokuma Records, 2009)
- Revival of the Fittest (Highnote Records, 2009)
- Gentle Ballads IV (Venus Jazz, 2009)
- Chim Chim Cheree (Venus, 2010)
- Don’t Follow the Crowd (Highnote Records, 2011)
- Touching (Highnote Records, 2013)